# 75th Avenue
75th Avenue, in origine 75th Avenue-Puritan Avenue, è una fermata della metropolitana di New York situata sulla linea IND Queens Boulevard. Nel 2019 è stata utilizzata da 1 059 027 passeggeri. È servita sempre dalla linea F, attiva 24 ore su 24, e dalla linea E durante la notte e nei fine settimana.

## Storia
La stazione fu aperta il 31 dicembre 1936.

## Strutture e impianti
La stazione è sotterranea, ha due banchine laterali e quattro binari, i due esterni per i treni locali e i due interni per quelli espressi. È posta al di sotto di Queens Boulevard e possiede tre ingressi, due al lato ovest dell'incrocio con 75th Avenue e uno all'angolo sud-est dell'incrocio con 75th Road.

## Interscambi
La stazione è servita da alcune autolinee gestite da MTA Bus.
- Fermata autobus